# Javi Roncal
Francisco Javier Roncal Puertas, conocido como Javi Roncal (Santander, Cantabria; 10 de diciembre de 1969), es un exfutbolista y entrenador español. Jugaba como defensa. Es el hermano del también futbolista Manuel Roncal.
Fue un jugador del Racing de Santander en la primera mitad de los 90, llegando a jugar 60 partidos en Primera División entre 1993 y 1996. 

- Datos: Q9011163